# Viola sublanceolata
Viola sublanceolata är en violväxtart som beskrevs av H. D. House. Viola sublanceolata ingår i släktet violer, och familjen violväxter. Inga underarter finns listade i Catalogue of Life.